# Bosse séro-sanguine
 Mise en garde médicale

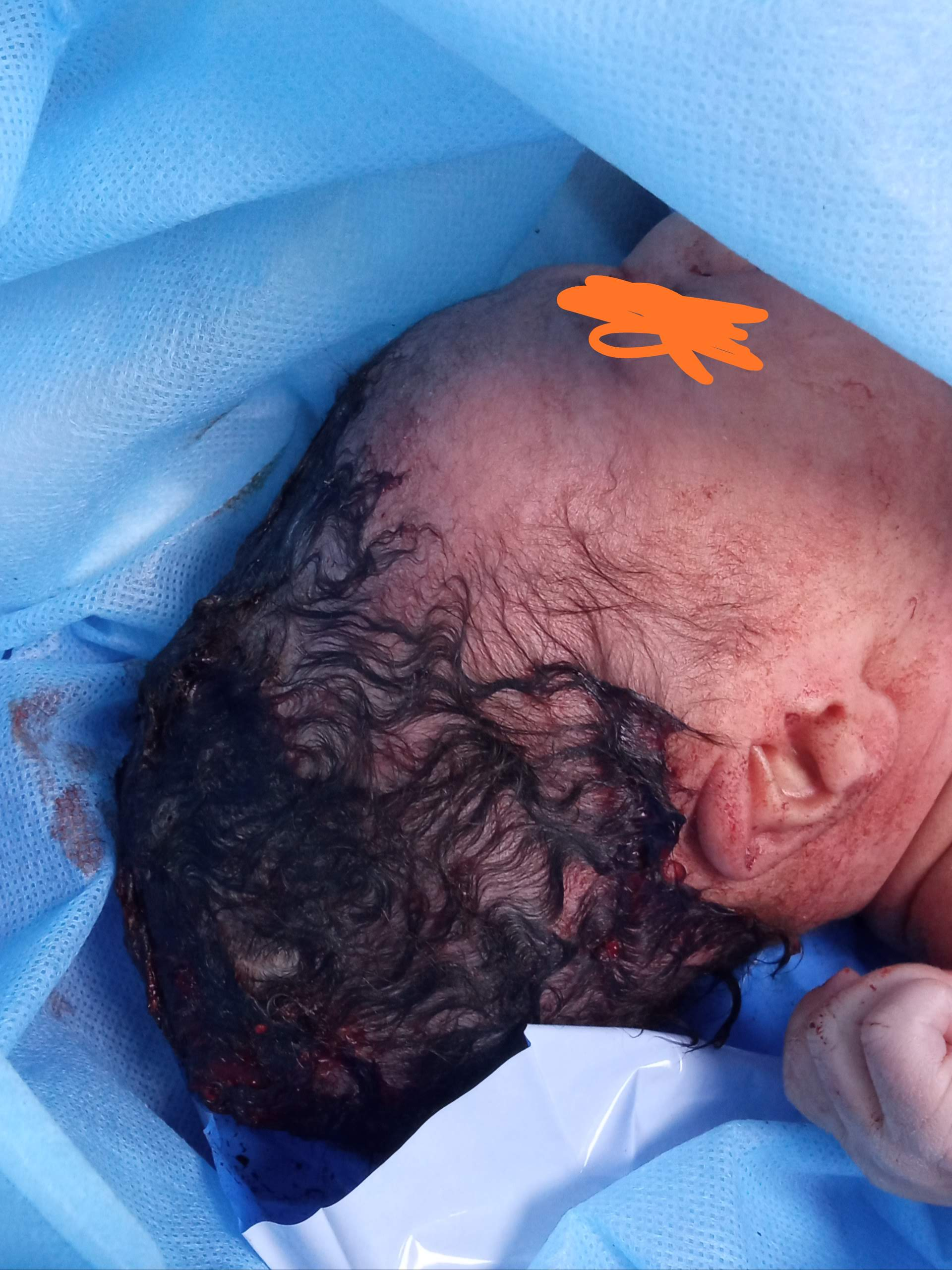
Gros plan d'un nouveau-né présentant une bosse séro-sanguine

Une bosse séro-sanguine (en anglais : caput succedaneum ou chignon) est un épanchement sous-cutané constitué de sérum et de sang localisé au niveau du crâne. On parle aussi d'épanchement ou de suffusion séro-hématique. Il s'agit de saignement sous le cuir chevelu et au-dessus du périoste ce qui le distingue du céphalhématome qui est un hématome sous-périosté.
La bosse séro-sanguine se rencontre fréquemment à la naissance en fonction de la présentation et du type d'extraction.

## Étiologie
Elle résulte de la friction de la peau du cuir chevelu richement vascularisé entre la voûte crânienne et le col de l'utérus au moment de l'expulsion par un effet de garrot. Cette compression provoque l'écrasement des vaisseaux avec épanchement de sang et de sérum dans les tissus.
L'utilisation des forceps ou de la ventouse contribue à l'apparition de la bosse séro-sanguine.

## Diagnostic
La masse est molle au toucher et chevauche les sutures contrairement aux céphalhématomes.

## Pronostic et traitement
La bosse séro-sanguine est un épanchement bénin.
Le pronostic est toujours favorable avec une régression spontanée vers la guérison sans séquelle en moins de 4 semaines.
Elle ne requiert aucun examen complémentaire ni suivi spécialisé.
Elle ne requiert aucun traitement.